# Desmoronamento

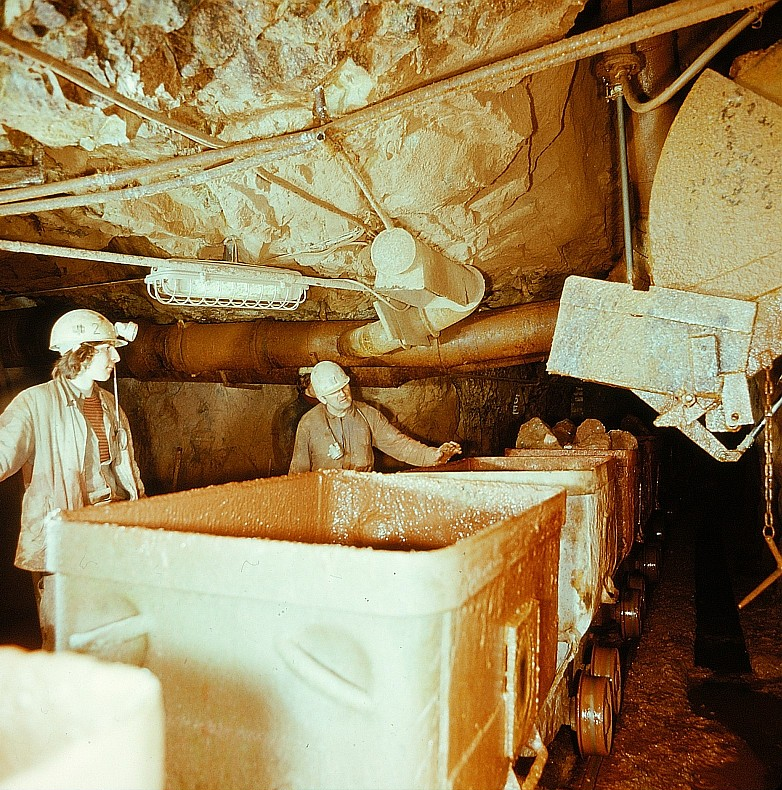
Trabalhadores em uma mina subterrânea, expostos ao risco de um desmoronamento, preparando-se para realizar a remoção do minério através de vagões (1976).

Desmoronamento é a movimentação dos solos pela força da gravidade terrestre, ocorrendo frequentemente como um deslizamento de terra, tendo diversas causas possíveis, entre elas:
- a erosão pelas águas das chuvas, de rios, do lençol freático ou do mar;
- os terremotos;
- o intemperismo;
- a ação do homem:
  - diretamente:
    - por meio do desmonte com explosivos, ou;
    - pela perfuração e exploração de túneis de terra que passam por baixo do asfalto da praia grande
    - poços (água, petróleo, gás ou sal) ou minas subterrâneas (carvão mineral, ouro, metais diversos, pedras preciosas, sais ou outros minerais);
    - com o uso de tratores, escavadeiras ou máquinas semelhantes, ou;

  - indiretamente:
    - por consequência da ação química de poluentes lançados no meio-ambiente;
    - pelo desmatamento de encostas de morros ou das matas ciliares da beira dos rios.

## Desmoronamentos com vítimas

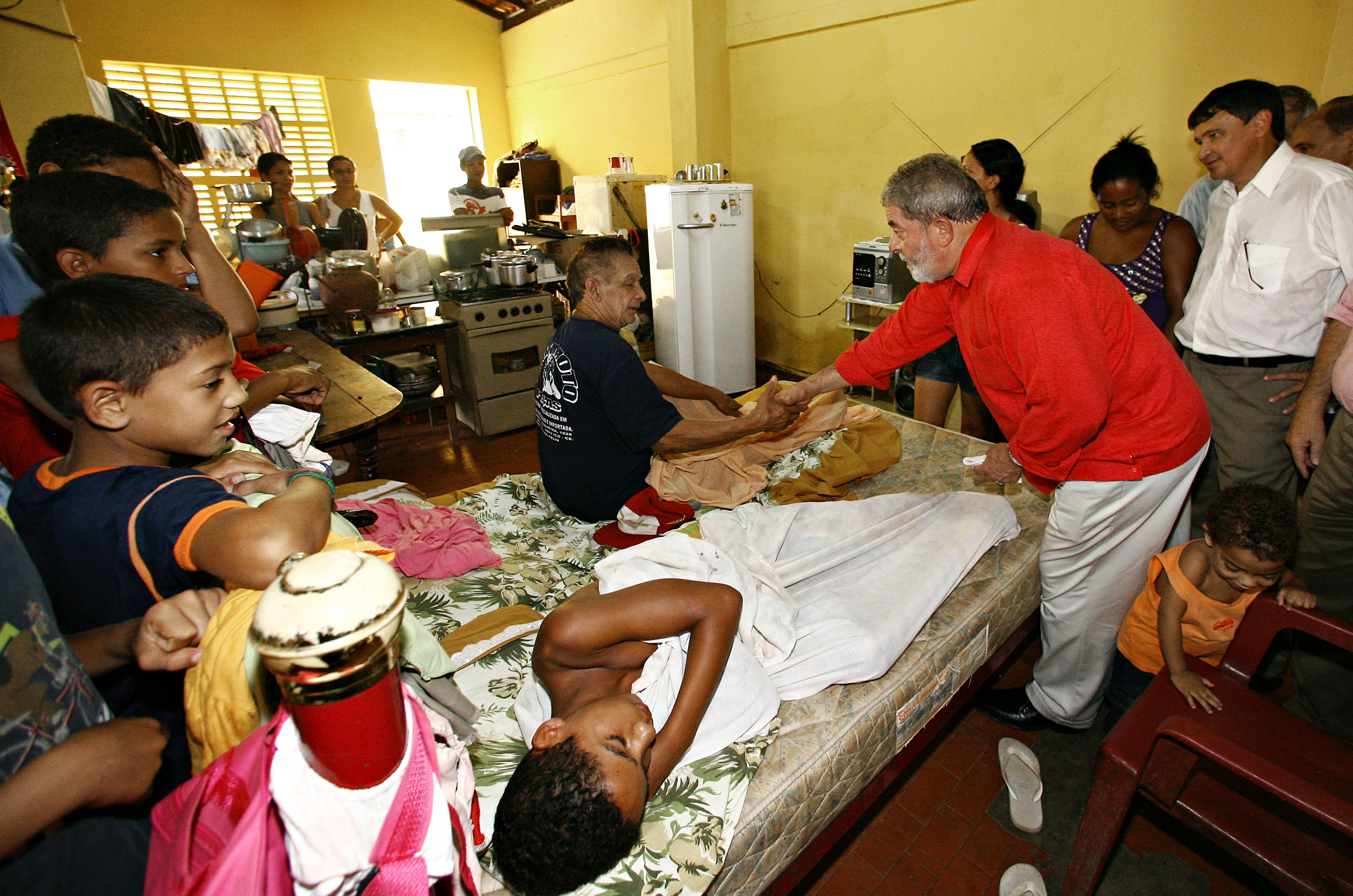
Teresina (PI) - Presidente Lula visita áreas atingidas pela chuva no Piauí Foto: Ricardo Stuckert/PR

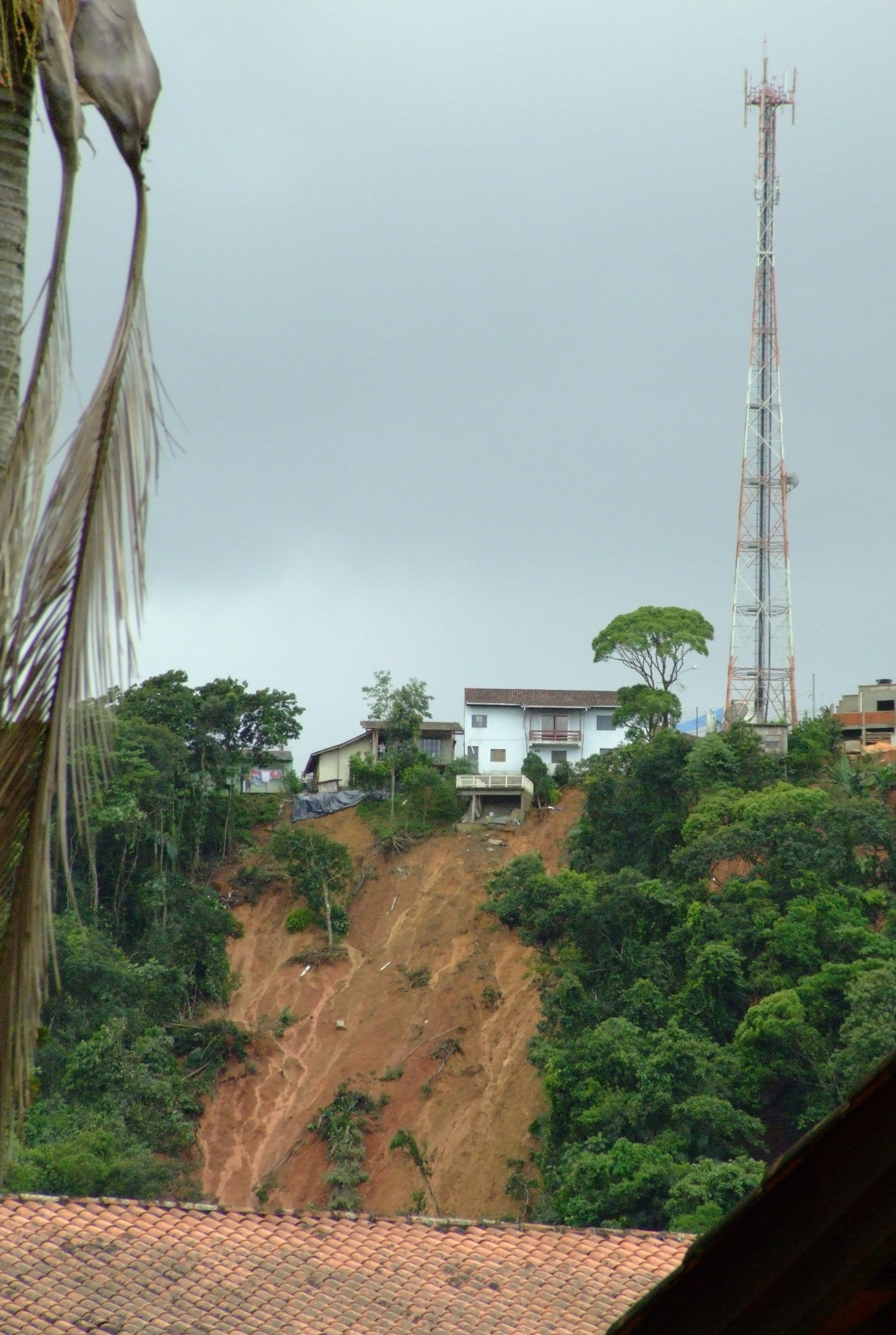
Casa e antena em área de risco no Morro do Centenário, durante a enchente em Blumenau em 2008.

Os desmoronamentos provocam frequentemente vítimas fatais em acidentes que poderiam ser evitados. Diversas famílias podem ficar desabrigadas e perder seus bens materiais.
Como a ocupação das encostas é precedida por desmatamento, o solo fica exposto à erosão. Nos períodos em que o índice de chuvas aumenta, o solo torna-se mais pesado, tendendo ao desmoronamento em áreas de declive acentuado. Para impedir que isso aconteça, deve-se evitar o desmatamento e a ocupação das encostas.

## Planejamento

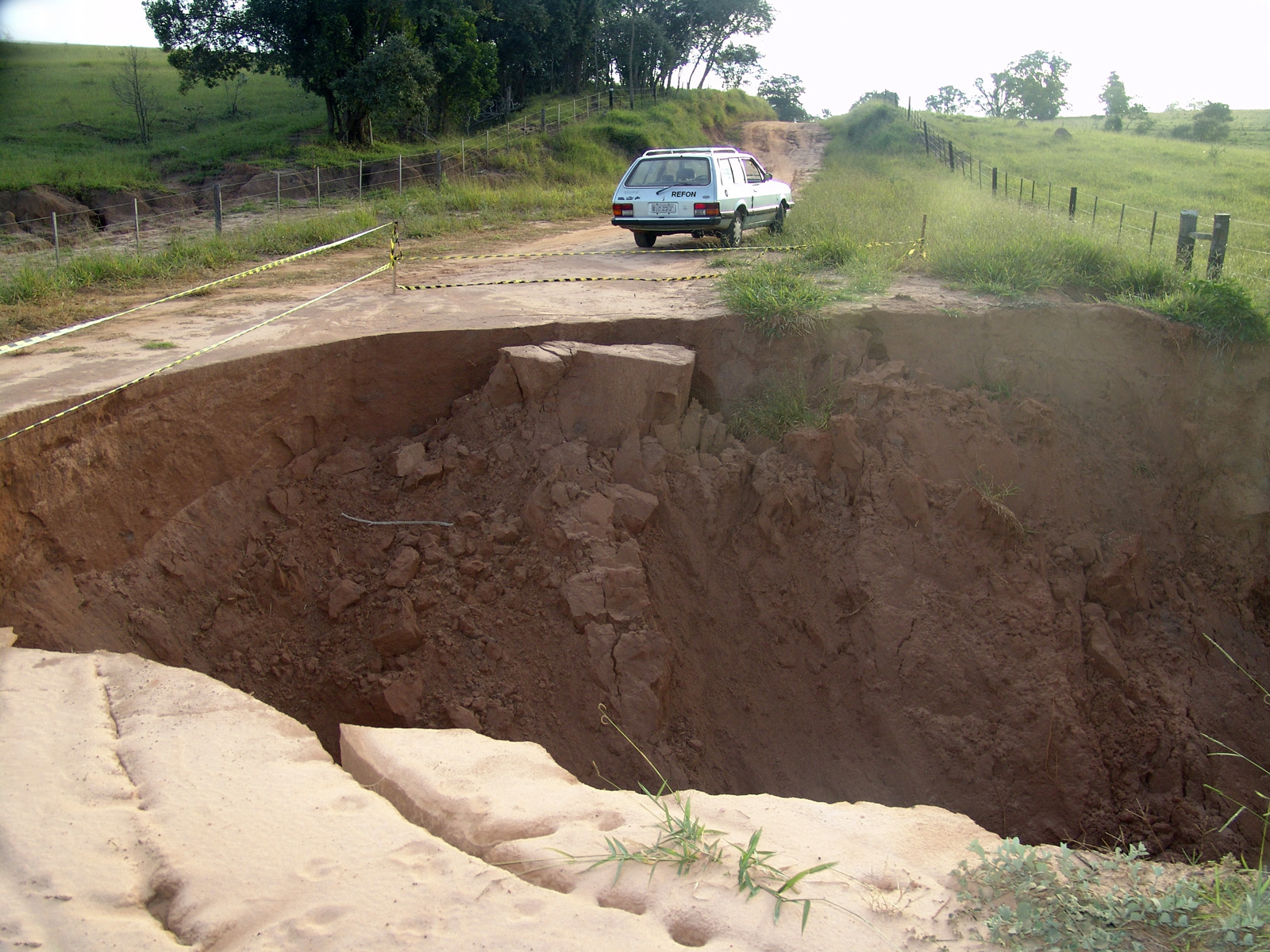
Voçoroca ou Boçoroca (iby=terra e soroc=fenda) em Avaré, Brasil. Localização geográfica: Lat. 23º12'24" sul e Long. 48º47'59" oeste. 2005/2006

Antes da ocupação de terrenos, seja para a construção de fábricas, casas ou rodovias, é necessário realizar estudos e um planejamento, para garantir a segurança e o adequado uso do solo, de forma a evitar desmoronamentos e acidentes.

## Ver também

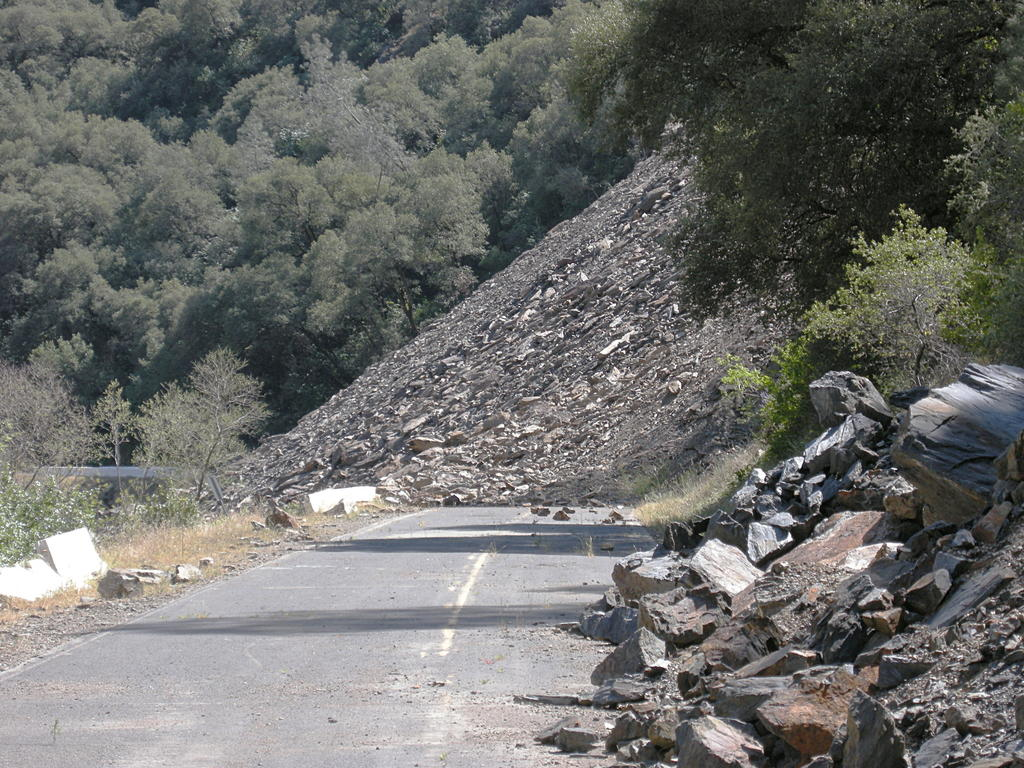
Desmoronamento em Ferguson, na autoestrada 140 do Estado da Califórnia, em 21/04/2008 02:36:01 PM PDT